# معركة شجرة التين
معركة شجرة التين دارت رحاها على نهر شنيل بالقرب من غرناطة في 1 يوليو 1431 بين قوات خوان الثاني ملك قشتالة، بقيادة ألفارو دي لونا، وقوات سلطان غرناطة أبو عبد الله محمد التاسع. كانت المعركة بمثابة انتصار متواضع لقوات قشتالة، مع عدم وجود مكاسب إقليمية وفشلها في الاستيلاء على غرناطة.  بعد هذه المعركة، قام خوان الثاني ملك قشتالة بتثبيت أبو الحجاج يوسف الرابع، حفيد أبو عبد الله محمد السادس،  سلطانًا على غرناطة. 
تم تصوير المعركة في سلسلة شهيرة من اللوحات الجدارية التي رسمها فابريزيو كاستيلو وأورازيو كامبياسي ولازارو تافاروني في معرض المعارك في دير الإسكوريال الملكي.

## الحواشي
1. ↑   https://geohack.toolforge.org/geohack.php?language=es&pagename=Zona_arqueol%C3%B3gica_de_Medina_Elvira&params=37.237514747443_N_-3.7079443122985_E_type:landmark. {{استشهاد ويب}}: |url= بحاجة لعنوان (مساعدة) والوسيط |title= غير موجود أو فارغ (من ويكي بيانات) (مساعدة)
2. ↑  Joseph F. O'Callaghan, The Last Crusade in the West: Castile and the Conquest of Granada, (University of Pennsylvania Press, 2014), 214.
3. ↑  Houtsma 1987، صفحة 880
4. ↑  Suárez Fernández 1989، صفحة 75

## فهرس
- Echevarria، Ana (1999). The Fortress of Faith: The Attitude Towards Muslims in Fifteenth Century Spain. Brill Academic Publishers. ISBN:90-04-11232-4.
- Suárez Fernández، Luis (1989). Los Reyes Católicos: El tiempo de la Guerra de Granada. Ediciones Rialp. ISBN:84-321-2560-1.
- Houtsma، Martijn Theodoor (1987). E.J. Brill's First Encyclopaedia of Islam, 1913–1936. Brill. ج. VI. ISBN:90-04-09792-9.